# فرودگاه ابردین

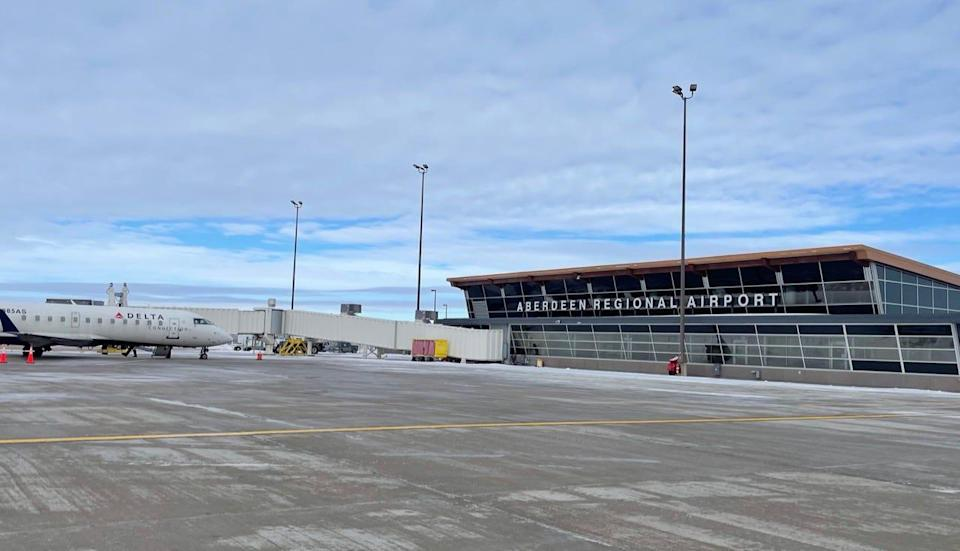

فرودگاه ابردین (به انگلیسی: Aberdeen Regional Airport) یک فرودگاه همگانی ۵۲۴۲۱ با کد یاتا ABR است. این فرودگاه در شهر آبردین، داکوتای جنوبی کشور ایالات متحده آمریکا قرار دارد و در ارتفاع ۳۹۷ متری از سطح دریا واقع شده‌است.